# Karjalohja

Wappen der ehemaligen Gemeinde Karjalohja

Karjalohja [ˈkɑrjɑlɔhjɑ] (schwed. Karislojo) ist eine ehemalige Gemeinde im Süden Finnlands. Zum Jahresbeginn 2013 wurde sie in die Stadt Lohja eingemeindet.

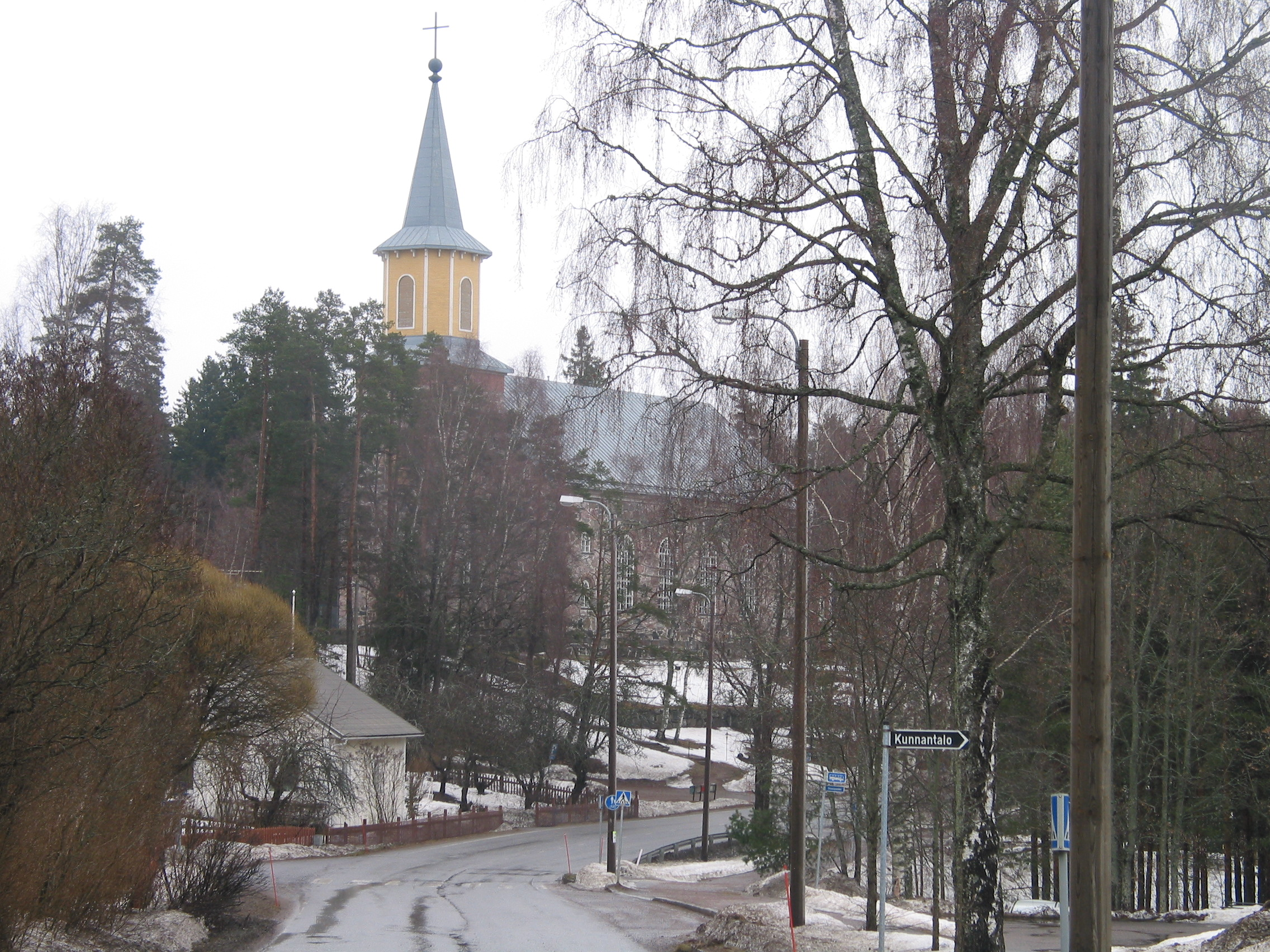
Hauptstraße von Karjalohja, im Hintergrund die Kirche

Karjalohja liegt im Westen der Landschaft Uusimaa 85 westlich der Hauptstadt Helsinki und 30 Kilometer westlich der Kernstadt von Lohja. Das ehemalige Gemeindegebiet von Karjalohja ist ländlich geprägt und hat eine Fläche von 163,4 Quadratkilometern (davon 42,1 Quadratkilometer Binnengewässer). Einziges Siedlungszentrum (taajama) von Karjalohja ist das am Ufer des Puujärvi-Sees gelegene Kirchdorf Karjalohja, in dem 597 Menschen leben (Stand: 31. Dezember 2011). Außer dem Kirchdorf gehören zum ehemaligen Gemeindegebiet die Dörfer Härjänvatsa, Ilmoniemi, Immola, Karkali, Kattelus, Kourjoki, Kuusia, Kärkelä, Lanviikki, Linhamari, Lohjantaipale, Maila, Makkarjoki, Murto, Mustlahti, Nummijärvi, Pappila, Pellonkylä, Pipola, Puujärvi, Pyöli, Saarenpää, Sakkola, Suurniemi, Särkjärvi, Talla und Tammisto. Die Einwohnerzahl der Gemeinde Karjalohja betrug zuletzt 1.474 (31. Dezember 2012).
Der Name Karjalohja (Karislojo) leitet sich von den Nachbarorten Karjaa (Karis) und Lohja (Lojo) ab. 1614 wurde Karjalohja zu einem eigenständigen Kirchspiel erhoben. Die alte Steinkirche von Karjalohja wurde 1860 erbaut und brannte 1970 nach einem Blitzeinschlag ab. Neben die Ruine der alten Kirche baute man eine neue Kirche auf. Heute wird die alte Kirche gelegentlich z. B. für Weihnachtsmessen verwendet. Im Gebiet von Karjalohja befindet sich der Naturpark Karkali. Neben der Landwirtschaft ist der Tourismus ein wichtiger Erwerbszweig. Viele Einwohner des Großraums Helsinki haben in Karjalohja Ferienhäuser.
Die Beschreibung des Wappens der ehemaligen Gemeinde Karjalohja lautet: Im blauen Schild sind drei goldene Laubblätter im Dreipass geordnet und drüber schwebt ein sechszackiger Stern.